# Sphinx perelegans
Sphinx perelegans är en fjärilsart som beskrevs av Henry Edwards 1874. Sphinx perelegans ingår i släktet Sphinx och familjen svärmare. Inga underarter finns listade i Catalogue of Life.

## Bildgalleri

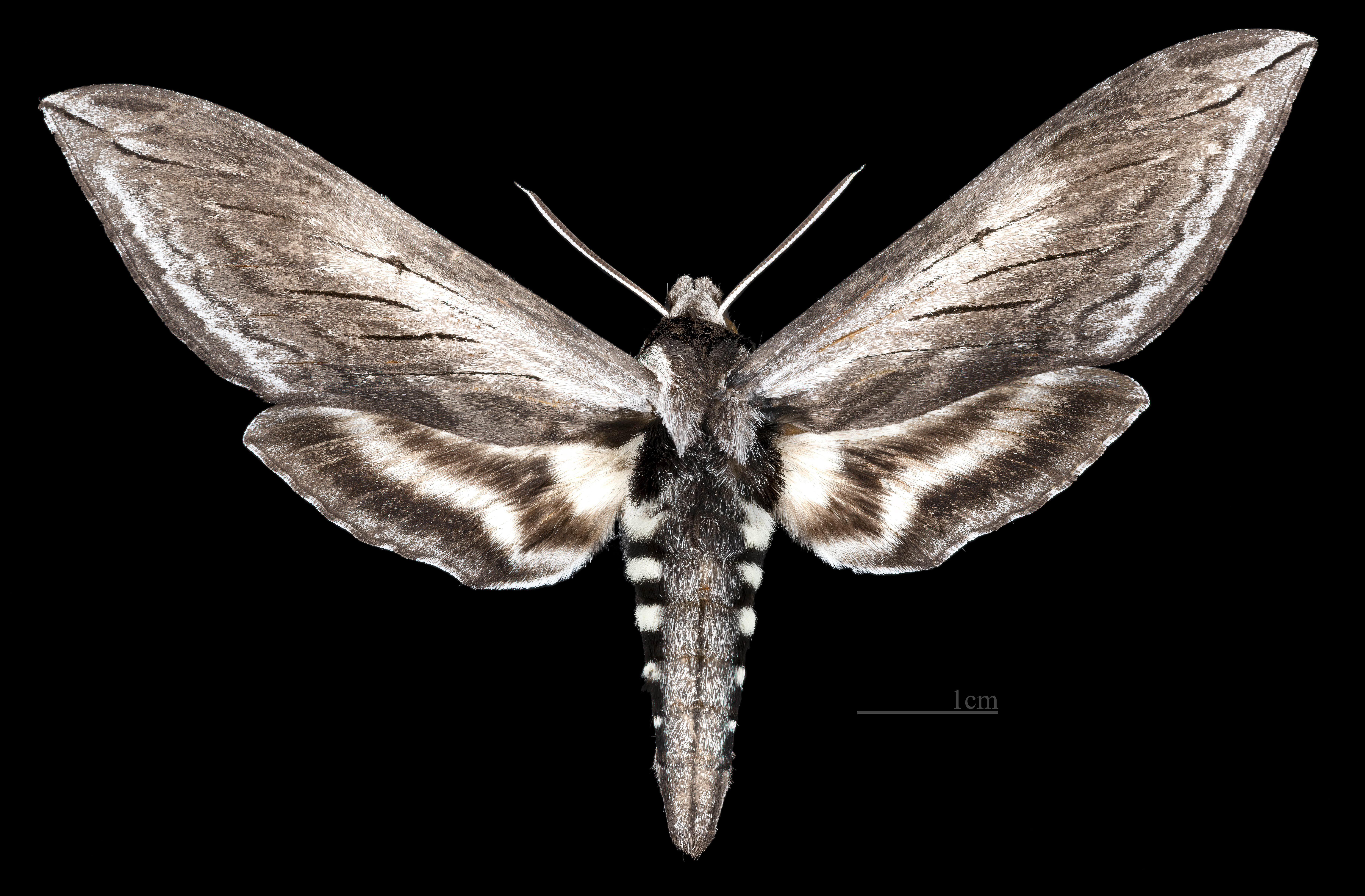
Preparerad (uppnålad) imago fjäril, hona ovansida
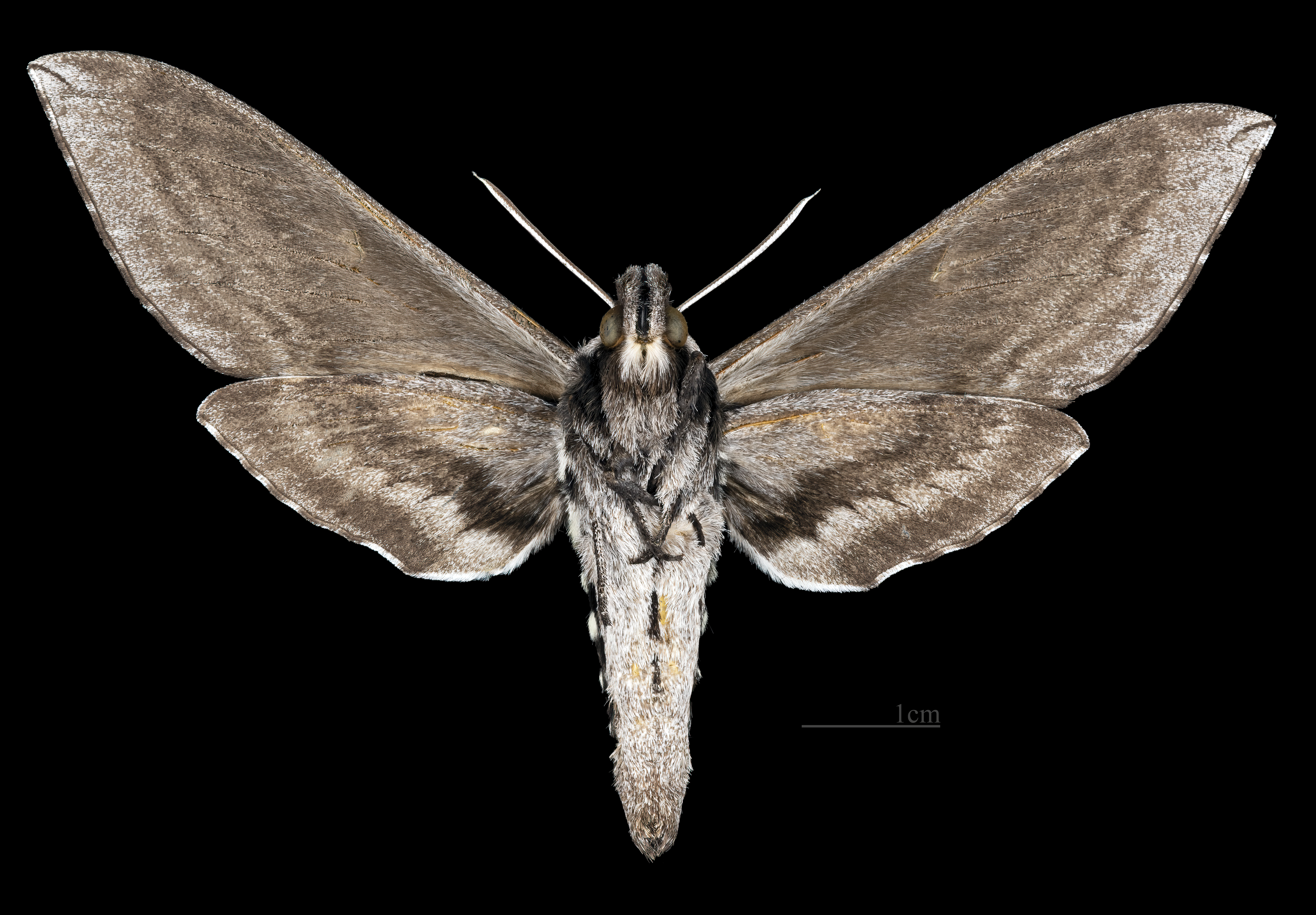
Preparerad (uppnålad) imago fjäril, hona undersida.
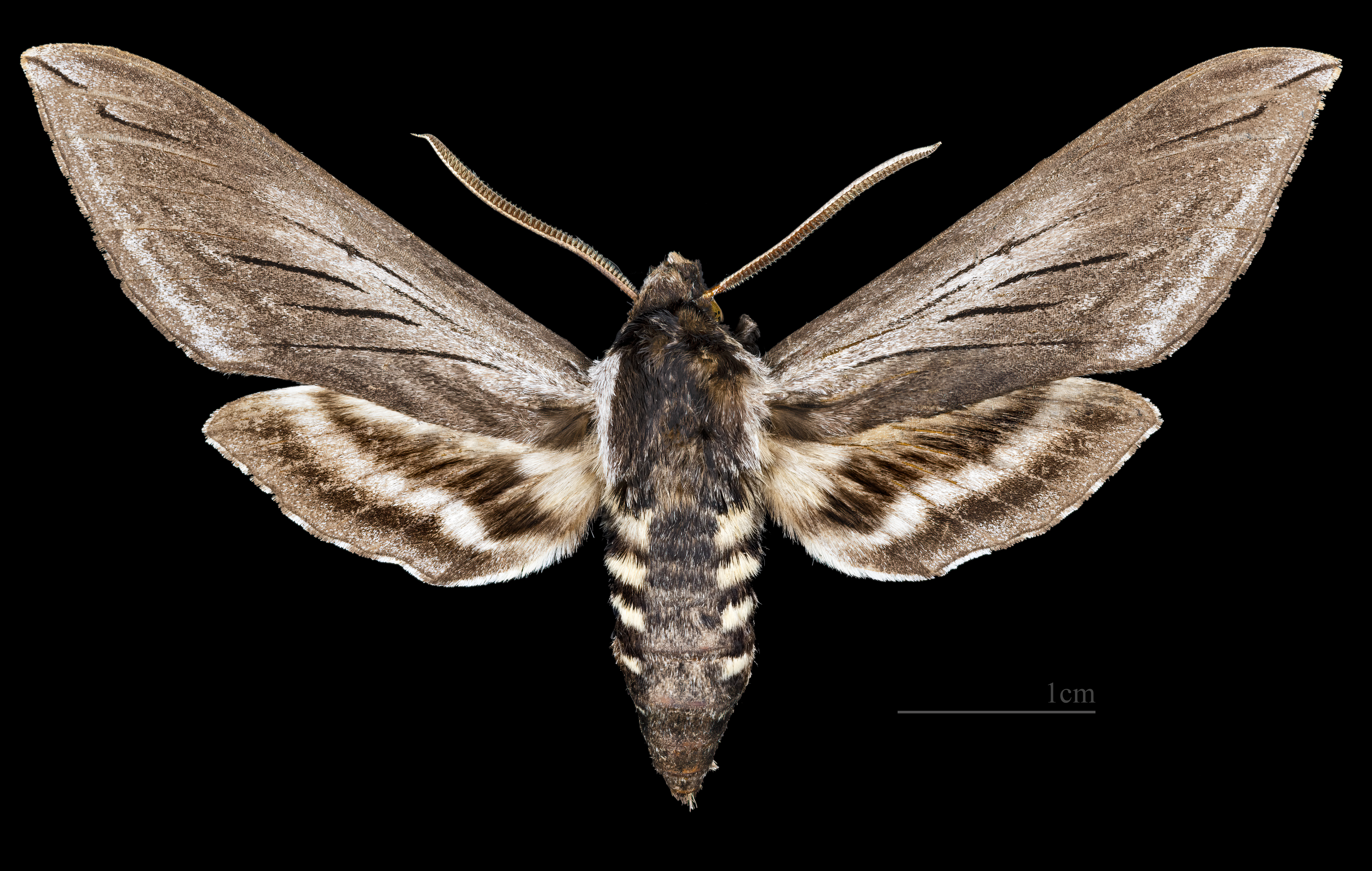
Preparerad (uppnålad) imago fjäril, hane ovansida.
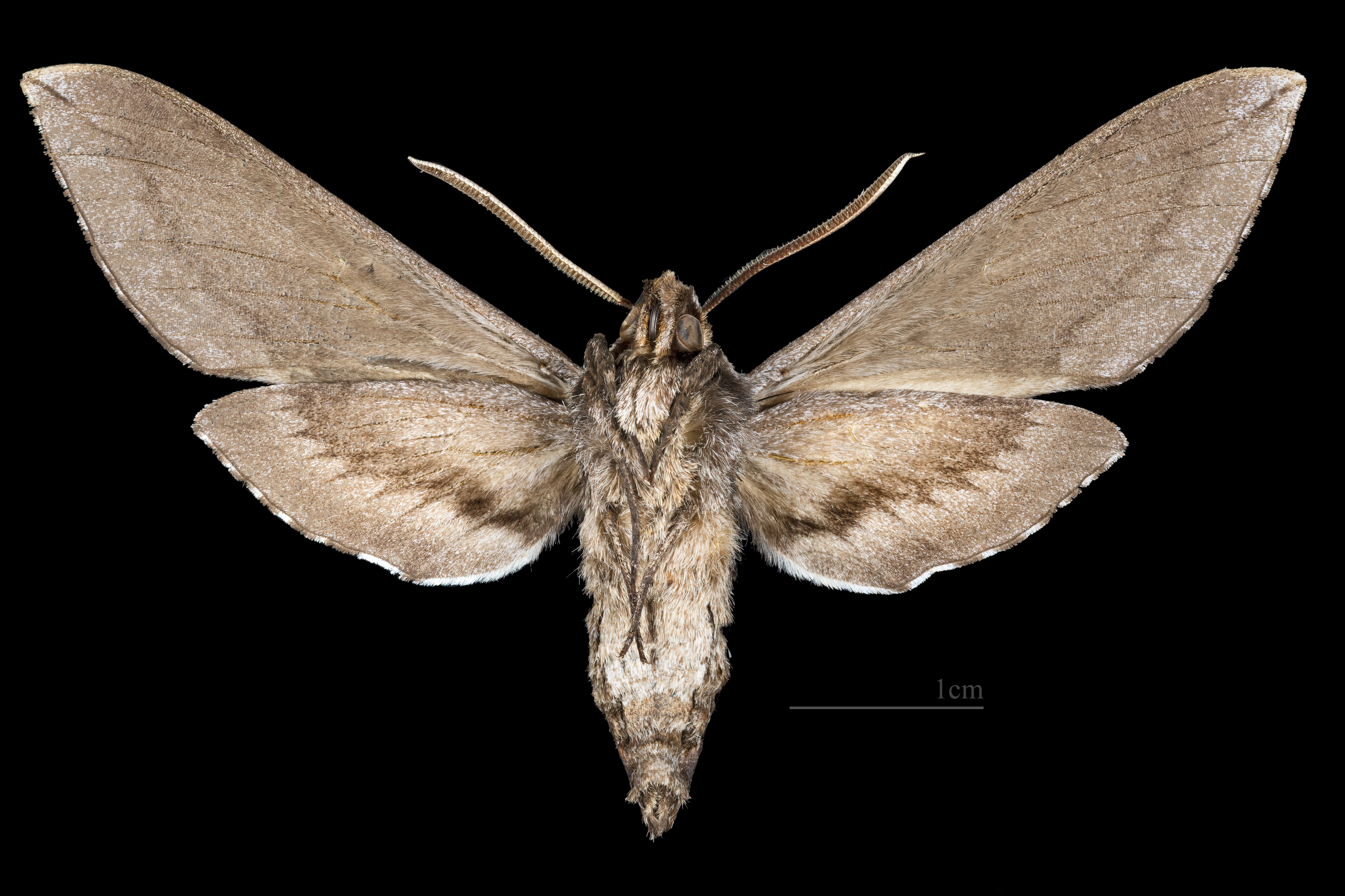
Preparerad (uppnålad) imago fjäril, hane undersida.